# 石川光久
石川光久（日语：／ Ishikawa Mitsuhisa，1958年10月30日—），資深的日本動畫製作人、實業家。男性。出身於東京都。
動畫公司Production I.G共同創立人之一。現任IG Port代表董事社長、Production I.G代表董事社長、龍之子製作公司非常務董事、東京大學研究所情報學環特聘教授。也是株式會社ING的前任社長。

## 概要
石川光久的本職是動畫製作人。他在大學畢業之後，前往動畫公司龍之子製作公司上班，從擔任製作人起家。1987年，由石川擔當製作人的動畫《星戰英豪》在電視上播映之後，帶領其動畫製作團隊從龍之子獨立，成立株式會社Production I.G的公司前身「有限公司IG龍之子」。
2004年，石川受邀擔任東京大學研究所情報學環的特聘教授。
2005年，Production I.G的商號改為株式會社在JASDAQ上市，同時他以企業經營者之身分接受商業雜誌的採訪並得到關注。
目前，石川擔任Production I.G代表董事，同時兼任美國現地法人社長。還有旗下子公司XEBEC、Mag Garden的母公司「IG Port」代表董事。以及龍之子製作公司的非常務董事。
由Production I.G承包PS遊戲《YARUDORA》系列的企劃、原作、製作。他也開始加入自家遊戲的開發製作。及電視劇版《手機搜查官7》第一次擔任電視劇製作人。
動畫《攻殼機動隊2 INNOCENCE》吉卜力工作室所屬製作人（現任吉卜力代表董事）鈴木敏夫跟石川一起擔任該電影的製作人期間，鈴木表示有意想邀請石川來當吉卜力社長但被拒絕。
電影《追殺比爾》動畫章節部份的製作石川本來是想向昆汀·塔倫提諾諮詢，但因為手邊還有其它工作而斷念。結果在沒有預約之下讓昆汀本人直接遠從美國來到位於東京國分寺I.G日本總部要求跟他進行面談。
《Kick-Heart》是第一部透過群眾募資而製作完成的日本電影動畫。

## 經歷

### 成長過程
石川光久1958年出生於東京都八王子市，為農家子弟。初中和高中時期擔任過棒球社主將。由於他小時候家裡沒有電視，因此對動畫並沒有興趣。明星大學就讀期間，被文樂劇場的表演內容深受感動，於是加入位於老家附近的古典演藝人偶劇團「八王子車人形」，累積在幕後負責人偶製作和扮黑子整理舞台的經驗。身為兼職的他在人偶劇團進行國外公演期間，前往誤認為是跟劇團工作相關的動畫製作公司龍之子製作公司（以下簡稱龍之子）就職。

### 龍之子製作公司
石川加入龍之子公司之後，他在動畫業界發展的第一份工作是，以製作進行為電視動畫《黃金戰士Gold Lightan》進行管理。就在此時，他與動畫師中村隆相遇及認識，開始對動畫產生了興趣。《黃金戰士Gold Lightan》播畢之後，石川有十個月的時間一直在國外流浪，回國之後偶然受到真下耕一的邀請下，於1983年電視動畫《未來警察浦島人》的製作團隊中重返動畫業界。同時從製作進行到升任成為製作主任。
而石川以製作人一職活動的1980年代龍之子是人才輩出的時代。根據石川本人在受訪的時候談到，他自己曾經向龍之子表達感謝，並得到公司的讚賞說「你做得很好」，又說但是現在回想起來當時動畫製作狀況惡化的當下很想試圖放棄。1987年，電視動畫《星戰英豪》播映，此作是石川在龍之子上班的最後一部作品。「IG龍之子」獨立時期，據說龍之子的一些人士很反對將其交給石川，但《星戰英豪》播出之後因為受到熱烈歡迎，成功讓石川帶領其製作團隊獨立。而且還得到龍之子的出資協助，並取得之後作品的下游承包製作，在形式上在可以說是圓滿的出師開業。

### Production I.G
1993年，I.G龍之子的公司名稱改成「Production I.G」。在那之後，Production I.G將負責版權管理事業的「株式會社ING」吸收合併。2007年，Production I.G株式會社化，同時將公司名稱改為「IG Port」，並收購動畫製作公司XEBEC及出版社Mag Garden，成為I.G集團旗下子公司。還有，以前的舊Production I.G員工從內部另外獨立，並繼承原有的公司名稱，成立現在新的Production I.G。

## 家族、親屬
1987年，於電視動畫《星戰英豪》播出期間，石川與龍之子前社長吉田龍夫的三女兒、專門從事色彩指定和製作工作的吉田滿結婚。2人結婚之後，與吉田家的吉田健二（龍之子第2代社長，吉田龍夫的弟弟）、九里一平（龍之子第3代社長，吉田龍夫的二弟）、吉田鈴香（插畫家，吉田龍夫的長女）等人成為親戚關係。其後妻子吉田滿曾任Production I.G董事，原本石川是想增加董事席次讓她的兩位姊姊就職，但是到了2006年，雙方最後選擇離婚。

## 主要作品

### 龍之子製作公司時期
- 黃金戰士Gold Lightan（1981年，製作進行）
- 未來警察（1983年，製作執行／進行）
- OKAWARI-BOY Starzan S（日语：OKAWARI-BOY スターザンS）（1984年，製作擔任）
- 請多指教跑車郎中（日语：よろしくメカドック）（1984年，製作擔任）
- 火焰的阿爾卑斯玫瑰 茱蒂&藍迪（1985年，製作擔任）
- 昭和笨蛋小說搞笑第1名！（日语：昭和アホ草紙あかぬけ一番!）（1985年，製作擔任）
- 光之傳說（1986年，製作擔任）
- 褞袍超人（1986年，製作擔任）
- 星戰英豪 歌姬夜曲 BURNING NIGHT（日语：赤い光弾ジリオン）（1987年，生產製作人）

### I.G龍之子／Production I.G時期
1990年代及以前
- 機動警察 the Movie（1989年，動畫生產製作人）
- 青春狂想曲（日语：八神くんの家庭の事情）（1990年，製作人）
- 幸福的形式（日语：しあわせのかたち）（1990年，製作人）
- 亞爾斯蘭戰記（1991年，生產製作人）
- 乙姬CONNECTION（日语：乙姫CONNECTION）（1991年，生產製作人）
- 電影少女 -VIDEO GIRL AI-（1992年，製作人）
- 聖飢魔 ～充滿人類愛的社會～（日语：HUMANE SOCIETY 〜人類愛に満ちた社会〜）（1992年，生產製作人）
- Talking Head（日语：トーキング・ヘッド）（1992年，動畫製作）
- Dragon Half（日语：ドラゴンハーフ#OVA）（1993年，製作人）
- 流星機學生霸（日语：流星機ガクセイバー）（1993年，製作人）
- Fantasia（日语：ふぁんたじあ）（1993年，製作人）
- 地球守護靈（1993年，製作人）
- 機動警察2 the Movie（日语：機動警察パトレイバー 2 the Movie）（1993年，製作人）
- B.B.FISH（日语：B.B.フィッシュ）（1994年，製作人）
- 爆炎學園（日语：爆炎CAMPUSガードレス）（1994年，製作人）
- BLUE SEED（1996年，執行製作人）
- GHOST IN THE SHELL／攻殼機動隊（1995年，製作人）
- 特務戰隊Shinesman（日语：特務戦隊シャインズマン）（1996年，製作人）
- BLUE SEED2（1996年，執行製作人）
- BRONZE ZETSUAI since 1989（日语：絶愛-1989-）（1996年，製作人）
- Panzer Dragoon（日语：パンツァードラグーン）（1996年，製作人）
- GHOST IN THE SHELL 攻殼機動隊 國際版（1997年，製作人）
- 新世紀福音戰士劇場版：死與新生（1997年，製作人）
- 新世紀福音戰士劇場版：Air/真心為你（1997年，製作人）
- PS版 攻殼機動隊 GHOST IN THE SHELL（1997年，製作人）
- REVIVAL OF EVANGELION 新世紀福音戰士劇場版 DEATH(TRUE)2／Air／真心為你（1998年，製作人）
- 雙面嬌娃（1998年，執行製作人）
- 擁抱季節（1998年，執行製作人）
- 茉莉花（1998年，執行製作人）
- 雪割花（1998年，執行製作人）
- 機動戰艦撫子號 -The prince of darkness-（1998年，特別感謝）
- 激鋼牙3 熱血大決戰!!（1998年，企劃）
- （1999年，製作）
- 秋葉原電腦組 2011年的暑假（1999年，製作）
- LOVE&DESTROY（日语：LOVE&DESTROY）（1999年，動畫執行製作人）

2000年代
- FLCL（2000年，製作）
- 人狼 JIN-ROH（2000年，執行製作人）
- SCANDAL（日语：スキャンダル (ゲーム)）（2000年，執行製作人）
- BLOOD THE LAST VAMPIRE（2000年，製作總指揮）
  - 電影版（2000年，企劃協力）
  - 遊戲版 上卷&下卷（2000年，執行製作人）
- 櫻花大戰3 ～巴黎在燃燒嗎～（2001年，製作人）
- 櫻花大戰 活動寫真（日语：サクラ大戦 活動写真）（2001年，製作）
- 機動警察迷你版（日语：ミニパト）（2001年，企劃）
- 怪獸家族（2001年，企劃）
- 攻殼機動隊 STAND ALONE COMPLEX（2002年，企劃）
- 網球王子 A DAY OF THE SURVIVAL MOUNTAIN ～恐怖的強化訓練！～（2002年，動畫製作人）
- Surveillance 監視者（日语：サーヴィランス 監視者）（2002年，執行製作人）
- EXASKELETON（日语：エグザスケルトン）（2003年，執行製作人）
- 追殺比爾（2003年，動畫章節製作總指揮）
- 魁!! 天兵高校（2003年，企劃）
- OVER THE MONOCHROME RAINBOW featuring SHOGO HAMADA（日语：OVER THE MONOCHROME RAINBOW featuring SHOGO HAMADA）（2003年，執行製作人）
- DEAD LEAVES（日语：DEAD LEAVES）（2003年，執行製作人）
- 攻殼機動隊2 INNOCENCE（2004年，製作人）
- 攻殼機動隊2 INNOCENCE的情景 Animated Clips（2004年，製作）
- 御伽草子（2004年，企劃）
- 攻殼機動隊 S.A.C. 2nd GIG（2004年，企劃）
- 劇場版 網球王子 二人武士The First Game The First Game（2005年，製作）
- 劇場版 網球王子 跡部的禮物 ～獻給你的網王祭～（2005年，製作）
- 劇場版 TSUBASA翼 鳥籠國的公主（2005年，製作）
- 劇場版×××HOLiC 仲夏夜之夢（2005年，製作）
- 攻殼機動隊 STAND ALONE COMPLEX The Laughing Man（2005年，企劃）
- BLOOD+（2005年，執行製作人）
- IGPX（2005年，企劃）
- 攻殼機動隊 S.A.C. 2nd GIG Individual Eleven（2006年，企劃）
- 立食師列傳（日语：立喰師列伝）（2006年，企劃／出演 哭泣的犬丸）
- ×××HOLiC（2006年，企劃）
- 攻殼機動隊 S.A.C. Solid State Society（2006年，企劃）
- 雙面騎士 ～Le Chevalier D'Eon～（2006年，企劃）
- REIDEEN（日语：REIDEEN）（2007年，企劃）
- 精靈守護人（2007年，企劃）
- 威爾貝魯物語 ～威爾貝魯的姐妹～（2007年，製作）
- 東京糖衣巧克力（2007年，東京糖衣巧克力製作委員會）
- 神靈狩／GHOST HOUND（2007年，企劃）
- 夢之玉奇談（2007年，製作）
- 威爾貝魯物語 悲哀戰士加拉赫德的挽歌（2007年，製作）
- 威爾貝魯物語 ～威爾貝魯的姐妹～ 第二幕（2008年，製作）
- 圖書館戰爭（2008年，製作）
- ×××HOLiC◆繼（2008年，企劃）
- RD 潛腦調查室（2008年，企劃）
- 手機搜查官7（2008年，企劃）
- GHOST IN THE SHELL 攻殼機動隊2.0（2008年，製作人）
- 空中殺手 The Sky Crawlers（2008年，製作指揮／執行製作）
- 無限之住人（2008年，企劃）
- 蝙蝠俠：高譚騎士（2008年，製作人）
- 東之伊甸（2009年，製作）
- 宮本武藏 -雙劍飛馳之夢-（日语：宮本武蔵 -双剣に馳せる夢-）（2009年，企劃）
- 棄寶之島 ～遙與魔法鏡～（2009年，製作）
- 宵星傳奇 ～The First Strike～（2009年，製作）
- 只想告訴你（2009年，企劃）
- 最後一戰：光環傳奇（2009年，執行製作人）
- 東之伊甸 劇場版I The King of Eden（2009年，製作）

2010年代
- 東之伊甸 劇場版II Paradise Lost（2010年，製作）
- 書家（日语：書家 (テレビアニメ)）（2010年，製作）
- 劇場版 破刃之劍（2010年，企劃）
- 只想告訴你 真人電影版（2010年，製作）
- 戰國BASARA貳（2010年，製作）
- 但丁的地獄之旅（2010年，製作人）
- Cyborg 009 The Reopening（2010年，執行製作人）
- 只想告訴你 2ND SEASON（2011年，企劃）
- 如果杜拉克（2011年，製作統括）
- 劇場版 戰國BASARA -The Last Party-（2011年，製作）
- BLOOD-C（2011年，企劃）
- 劇場版 網球王子 決戰英國網球城！（2011年，製作）
- 罪惡王冠（2011年，製作）
- 輪迴的拉格朗日（2012年，企劃）
- 給小桃的信（2012年，企劃）
- 劇場版 BLOOD-C The Last Dark（2012年，製作總指揮）
- 圖書館戰爭 革命之翼（2012年，企劃）
- PSYCHO-PASS（2012年，製作）
- ROBOTICS;NOTES（2012年，製作）
- 009 RE：CYBORG（2012年，執行製作）
- 輪迴的拉格朗日 season 2（2012年，企劃）
- 輪迴的拉格朗日 鴨川Days（2012年，企劃）
- Kick-Heart（2013年，執行製作人）
- 宇宙戰艦大和號2199（2013年，企劃）
- 進擊的巨人（2013年，製作）
- 翠星上的加爾岡緹亞（2013年，企劃）
- HAL（2013年，製作）
- 鑽石王牌（2013年，企劃）
- 破刃之劍（2014年，企劃）
- 排球少年!!（2014年，製作）
- PSYCHO-PASS 新編輯版（2014年，製作）
- 劇場版 進擊的巨人 前篇 ～紅蓮的弓矢～（2014年，執行製作人）
- 劇場版 進擊的巨人 後篇 ～自由之翼～（2014年，執行製作人）
- 喬凡尼的島（日语：ジョバンニの島）（2014年，執行製作人）
- 攻殼機動隊 ARISE border:3 Ghost Tears（2014年，製作總指揮）
- 攻殼機動隊 ARISE border:4 Ghost Stands Alone（2014年，製作總指揮）
- 新網球王子 OVA vs Genius10（2014年，企劃）
- 翠星上的加爾岡緹亞 ～遙遠的巡迴航路～ 後篇（2014年，企劃）
- GARM WARS The Last Druid（2015年，製作）
- 純潔的瑪利亞（2015年，企劃）
- 百日紅 ～Miss HOKUSAI～（2015年，製作總指揮）
- 色彩繽紛忍者畫卷（2015年，企劃）
- 攻殻機動隊 ARISE ALTERNATIVE ARCHITECTURE（2015年，製作總指揮）
- 攻殼機動隊 新劇場版（2015年，製作總指揮）
- 進擊！巨人中學校（2015年，執行製作人）
- 排球少年!! Second Season（2015年，製作）
- 鑽石王牌 -SECOND SEASON-（2015年，企劃）
- 魔法使的新娘 等待繁星之人：前篇（2016年，製作總指揮）
- 排球少年!! 烏野高校VS白鳥澤學園高校（2016年，製作）
- 星際火狐零 戰鬥開始（日语：スターフォックス ゼロ ザ・バトル・ビギンズ）（2016年，製作人）
- CYBORG009 CALL OF JUSTICE 第1章～第3章（2016年，企劃）
- 午睡公主 ～不為人知的故事～（2017年，製作）
- 進擊的巨人 Season 2（2017年，執行製作人）
- 攻殼機動隊 (2017年電影)（2017年，執行製作人）
- 舞動青春（2017年，執行製作人）
- 魔法使的新娘（2017年，製作總指揮)
- 銀河英雄傳說 Die Neue These 邂逅（2018年，企劃）
- 進擊的巨人 Season 3（2018年，執行製作人）
- 強風吹拂（2018年，製作）
- 生日幻境（2019年，企劃[10]）

## 電影演出
- 立喰師列傳（日语：立喰師列伝）（2006年，飾演 哭泣的犬丸）

## 著書
- ，KK Bestsellers（日语：KKベストセラーズ），2009年 ISBN 978-4584131251

## 相關書籍
- 電影旬報雜誌《40》，電影旬報，2001年 ISBN 4873765749

與動畫製作公司吉卜力工作室所屬動畫製作人鈴木敏夫的對談。
- 《Animage》2004年1月號，德間書店

專訪『我想聽到和此人的交談』。
- 梶山壽子《雜草魂－石川光久 改變動畫產業的男人》，日經BP（日语：日経BP），2006年 ISBN 4822220648

日經BP公式官網的連載記事的大幅加筆修改版本。

## 相關人物
- 後藤隆幸－Production I.G副社長、另一位創立人
- 押井守－動畫導演、電影導演
- 昆汀·塔倫提諾－電影導演
- 堀川憲司－P.A.WORKS代表董事社長
- 石井朋彥（日语：石井朋彦）－CRAFTAR （页面存档备份，存于）董事
- 鈴木敏夫－吉卜力工作室代表董事
- 大月俊倫－GANSIS（日语：ガンジス (映像企画会社)）社長
- 神山健治－動畫導演，押井塾出身
- 宮本茂－任天堂代表董事 院士
- 藤咲淳一－電影導演，押井塾出身
- 本廣克行（日语：本広克行）－電影導演、動畫導演
- 三池崇史－電影導演

## 外部連結
- 靈魂工作人 石川光久 專訪記事 （页面存档备份，存于） （日語）
- 石川光久×堀川憲司 對談記事（P.A.WORKS公式官網的收錄） （日語）
- 「靠這麼低的預算是撐不下去的」持續挑戰的 Production I.G 石川光久社長分享原點與理念 （繁體中文）－巴哈姆特電玩資訊站官網。

| 商界職務        | 商界職務                           | 商界職務        |
| --------------- | ---------------------------------- | --------------- |
| 前任： （新設） | I.G Port 初代：2007年－            | 繼任： （現職） |
| 前任： （新設） | Production I.G社長 初代：1993年－  | 繼任： （現職） |
| 前任： （新設） | I.G龍之子社長 初代：1987年－1993年 | 繼任： （廢止） |